# Herbert Schneider (Politikwissenschaftler)
Herbert Schneider (* 5. Oktober 1929 in Schneidemühl; † 5. August 2002 in Neckargerach) war ein deutscher Politikdidaktiker.

## Leben
Schneider wuchs im böhmischen Tetschen auf. Er studierte Politikwissenschaft, Volkswirtschaftslehre und Öffentliches Recht an der Eberhard Karls Universität Tübingen, der Albert-Ludwigs-Universität Freiburg und der Universität Genf. Ab 1951 war er Mitglied der katholischen Studentenverbindung AV Cheruskia Tübingen im CV. Er wurde zum Dr. rer. pol. und Dr. phil. promoviert. Er war Professor für Politikwissenschaft und Didaktik der politischen Bildung an der Pädagogischen Hochschule Heidelberg und Lehrbeauftragter für Kommunalpolitik am Institut für Politische Wissenschaft der Universität Heidelberg. Er war von 1966 bis 1973 Hauptgeschäftsführer der Arbeitsgemeinschaft Der Bürger im Staat. Außerdem war er von 1972 bis 1973 kommissarischer Leiter der Landeszentrale für politische Bildung Baden-Württemberg. Er veröffentlichte zahlreiche Bücher.

## Auszeichnungen
- 1990: Bundesverdienstkreuz am Bande
- 1997: Sudetendeutscher Kulturpreis für Wissenschaft

## Schriften (Auswahl)
- Die Interessenverbände (= Geschichte und Staat, Band 105). Olzog, München 1965.
- Grossbritanniens Weg nach Europa Eine Untersuchung über das Verhalten und die Rolle der britischen Handels- und Industrieverbände, Gewerkschaften und Farmerorganisationen zwischen 1955/1956 (Spaak-Komitee) und 1961 (EWG-Beitrittsverhandlungen). Rombach, Freiburg im Breisgau 1968.
- mit Uwe Uffelmann: Zur Aussenpolitik der Bundesrepublik Deutschland. Ein Reader für den historisch-politischen Unterricht (= Sammlung Schöningh zur Geschichte und Gegenwart). Schöningh, Paderborn 1977, ISBN 3-506-77438-7.
- Länderparlamentarismus in der Bundesrepublik. Leske und Budrich, Opladen 1979, ISBN 3-8100-0252-6.
- Kreispolitik im ländlichen Raum. Eine vergleichende Untersuchung über Landkreispolitik (= Beiträge zur Kommunalwissenschaft, 20). Minerva-Publikation, München 1985, ISBN 3-597-10447-9.
- Stadtentwicklung als politischer Prozeß. Stadtentwicklungsstrategien in Heidelberg, Wuppertal, Dresden und Trier (= Städte und Regionen in Europa, Band 2). Leske und Budrich, Opladen 1997, ISBN 3-8100-1905-4.
- Ministerpräsidenten. Profil eines politischen Amtes im deutschen Föderalismus. Leske und Budrich, Opladen 2001, ISBN 3-8100-3030-9.